# Monumento ai caduti (Monza)
Il Monumento ai caduti di Monza è un complesso scultoreo monumentale situato al centro di piazza Trento e Trieste, l'antico Pratum magnum medievale della città.

## Storia
Il complesso del monumento fu progettato e realizzato con il supporto dello scultore Enrico Pancera, che era stato proclamato vincitore del relativo concorso, nei primi anni venti del Novecento. La sua realizzazione fu resa possibile grazie al contributo economico della cittadinanza monzese..
La prima pietra del monumento fu posata nel 1923 e la realizzazione si concluse nove anni dopo, quando nell'ottobre del 1932, fu inaugurato. Il getto del bronzo fu realizzato dalla Fonderia Menescardi Austoni e Figini.

## Il monumento
Il complesso scultoreo è composto da undici figure. Fortemente drammatico, si sviluppa secondo una linea diagonale e ha per titolo l'Ondata d'assalto guidata dalla Vittoria alata.
Su tre lati dell'alto zoccolo del monumento sono elencati, su placche di bronzo, i nomi dei 667 caduti del Distretto militare di Monza nella prima guerra mondiale, fra i quali Anna Galliani, unica donna che figura nell'elenco. Sotto questi sono elencati i militari monzesi caduti nella seconda guerra mondiale, i cui nomi sono incisi su alte lastre di marmo.
È presente anche una lapide in marmo di Carrara che riporta il Bollettino della Vittoria del 4 novembre 1918 e ai lati ha due corone di alloro alla memoria.
Nel basamento della scultura, costituito da pietre grigio-rosato di Tolmezzo, si apre una cappella alla quale si accede da un'ampia scalinata. Al suo interno dei vasi con la sabbia e l'acqua del Piave. Sul triplice portale d'ingresso alla cappella è inciso un verso della Canzone all'Italia di Giacomo Leopardi «E qua mostrando verran le madri ai parvoli le belle orme del vostro sangue...».
Tutto il complesso monumentale è contornato da una grande aiuola a prato verde.
Dedicato ai caduti monzesi della prima guerra mondiale, il monumento venne più tardi dedicato ai caduti di tutte le guerre.

## Galleria d'immagini

Piazza Trento e Trieste Monza
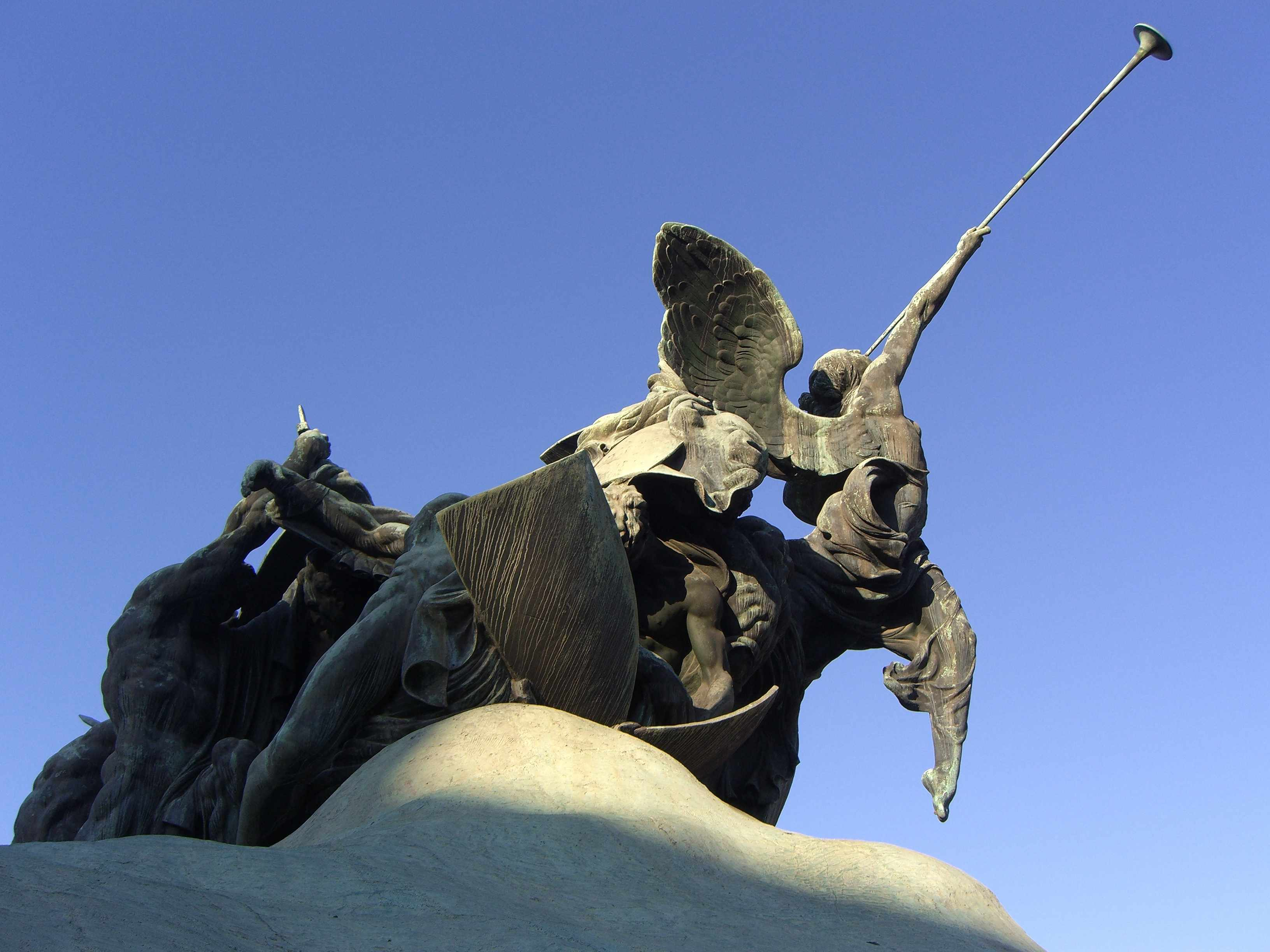
Particolare
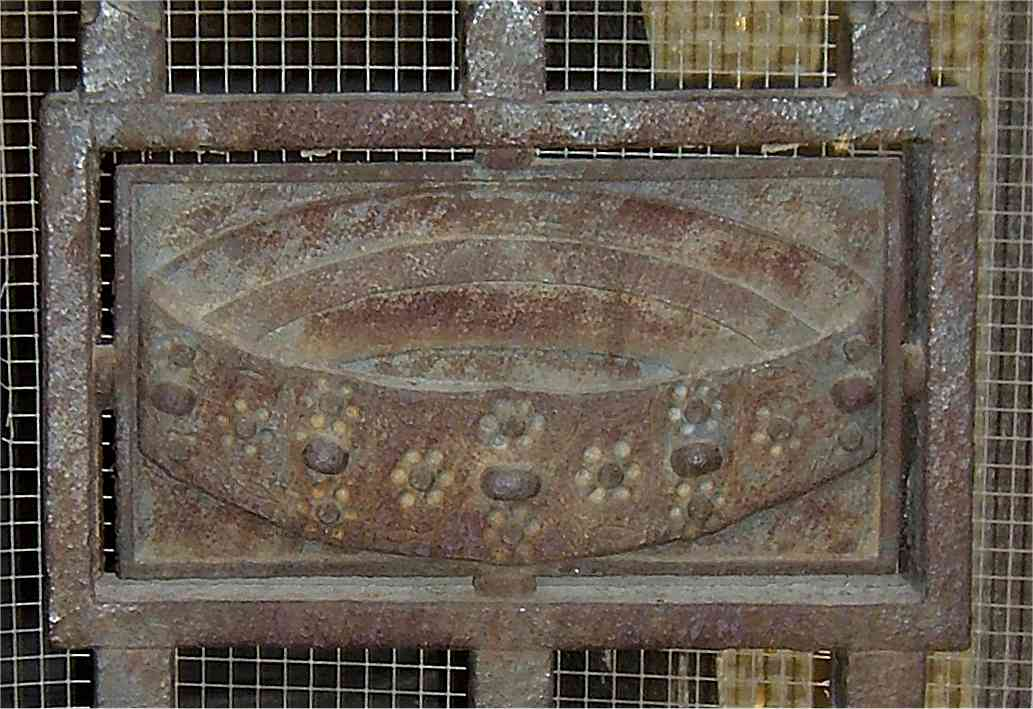
Corona ferrea
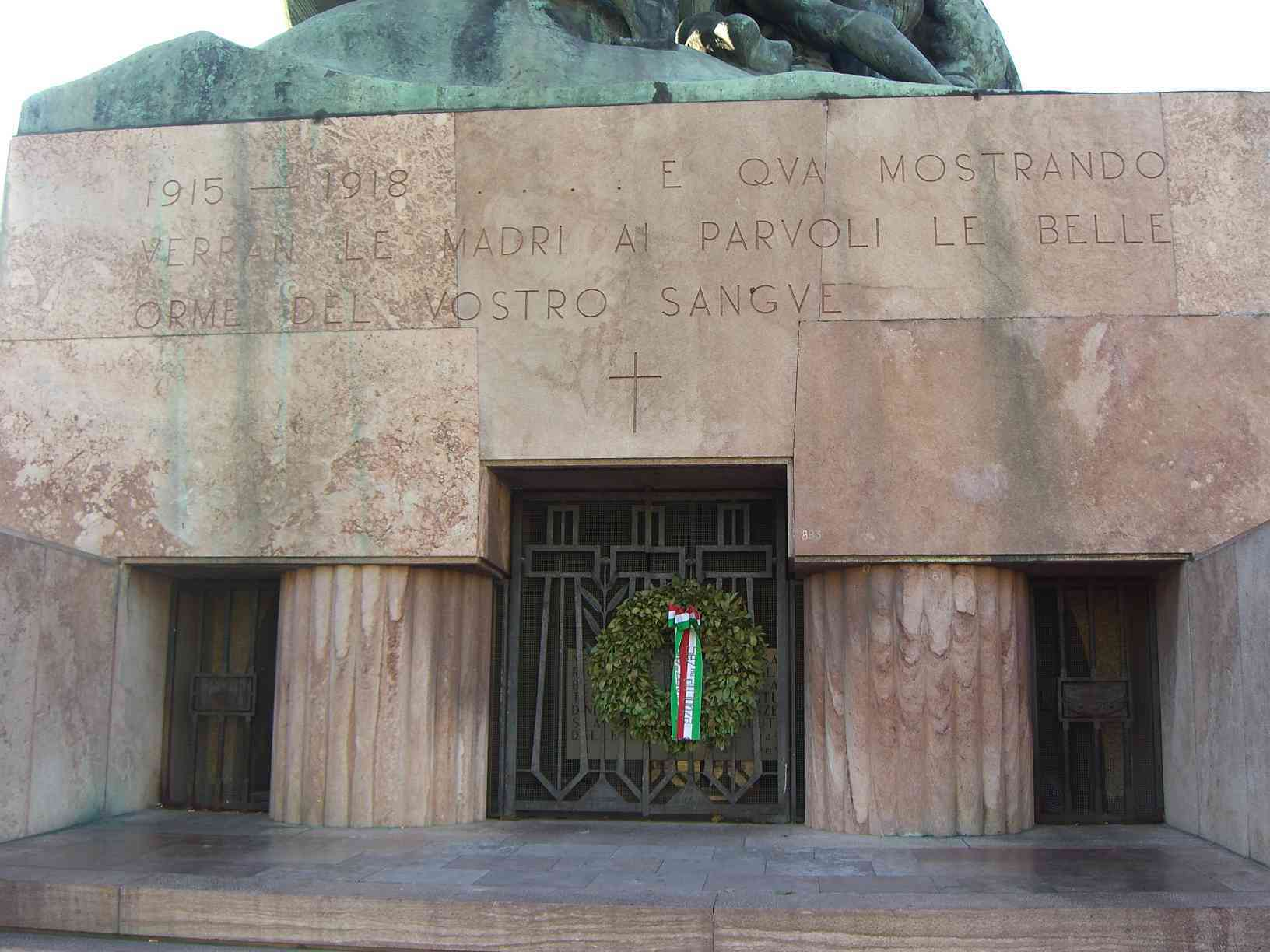
Portale della Cappella